# Michaël Cordier
Pour les articles homonymes, voir Cordier (homonymie).
Michaël Cordier est un joueur de football belge, né le 27 mars 1984 à Lobbes en Belgique. Il évolue actuellement FC Havré, en P2 Provinciale, comme gardien de but.

## Carrière
Ayant suivi sa formation au RUSC Anderlues et au Sporting Charleroi, Cordier commence sa carrière professionnelle à la RAA Louviéroise. Lors de la saison 2005-2006, il devient titulaire et est une des révélations de la saison. Son club est malgré tout relégué en fin de saison et il rejoint alors le FCM Brussels. Il quitte le club deux ans plus tard et rejoint le RSC Anderlecht en qualité de gardien réserve en janvier 2009. Relégué au troisième rang dans la hiérarchie, il est prêté le 27 janvier 2010 pour six mois à l'Olympic Charleroi, en troisième division. Il revient ensuite au club mais ne joue finalement qu'un seul match en 2012, une fois le titre de champion acquis. Son contrat n'est pas renouvelé et il se retrouve sans club. Il s'engage alors au KVC Westerlo, tout juste relégué en deuxième division. En août 2015, il signe un contrat d'une saison au Club Bruges. Il ne joue pas une seule rencontre avec les brugeois et en fin de saison, il s'engage avec l'Union Royale La Louvière Centre, en Division 2 Amateur.
Il a également été international belge espoir et participé au championnat d'Europe Espoirs 2007 aux Pays-Bas.